# Sugar Hill (Geórgia)
Sugar Hill é uma cidade localizada no estado americano de Geórgia, no Condado de Gwinnett.

## Demografia
Segundo o censo americano de 2000, a sua população era de 11.399 habitantes.
Em 2006, foi estimada uma população de 16.170, um aumento de 4771 (41.9%).

## Geografia
De acordo com o United States Census Bureau tem uma área de 23,7 km², dos quais 23,7 km² cobertos por terra e 0,0 km² cobertos por água.

## Localidades na vizinhança
O diagrama seguinte representa as localidades num raio de 16 km ao redor de Sugar Hill.